# Wilhelm Lützow
Wilhelm Lützow (Alemania, 19 de mayo de 1892-31 de octubre de 1915) fue un nadador alemán especializado en pruebas de estilo braza, donde consiguió ser subcampeón olímpico en 1912 en los 200 metros.
Murió en batalla durante la Primera Guerra Mundial.

## Carrera deportiva
En los Juegos Olímpicos de Estocolmo 1912 ganó la medalla de plata en los 200 metros estilo braza con un tiempo de 3:05.0 segundos, tras su compatriota Walter Bathe  (oro con 3:01.2 segundos) y por delante de otro nadador alemán Paul Malisch.